# Grand cubicuboctaèdre
En géométrie, le grand cubicuboctaèdre est un polyèdre uniforme non-convexe, indexé sous le nom U14.
Il partage son arrangement de sommet avec le cube tronqué convexe. Il partage, de plus, ses arêtes et ses faces carrées et triangulaires avec le grand rhombicuboctaèdre .